# Brûlage des cheveux
Cet article possède un paronyme, voir Brûlage.
En coiffure, le brûlage de cheveux est un soin capillaire ancien qui consiste à entortiller les cheveux mèche par mèche et à les passer sur une flamme. Son but est d'éliminer les fourches, ce qui donne à la chevelure un nouvel éclat.
La technique principale de brûlage des cheveux est celle de la Velaterapia, qui est une technique ancestrale brésilienne, popularisée avec la Coupe du monde de football de 2014 dans ce pays.

## Pratique
La pratique du brûlage est devenue marginale pour diverses raisons telles que les mauvaises odeurs dégagées et la peur d'enflammer la chevelure, ainsi que l’inefficacité de cette pratique qui abime les cheveux plus qu'il ne lui produit des effets positifs.